# 大阪フジワラリゾート
『大阪フジワラリゾート』（おおさかフジワラリゾート）は、テレビ東京系列局ほかで放送されていたテレビ大阪・吉本興業制作のバラエティ番組。全23回。製作局のテレビ大阪では2003年4月20日から同年9月28日まで、毎週日曜 25:05 - 25:35に放送。

## 概要
FUJIWARA初の冠番組で、毎回彼らをメインに据えた企画を行っていた。
サバンナと千鳥のキャスティングはFUJIWARAの指名によって決まったもので、千鳥にとっては初のレギュラー番組である。
最終回では、FUJIWARAの原西孝幸がじゃんけんの時に「最初はギー（グー）」というギャグをやってしまうので、きちんとじゃんけんができるようにするという話で締めた。2007年に行われたFUJIWARAのDVDイベントでは、相方の藤本敏史が「おまえのギャグでフジワラリゾート終わったやんけ」と言っていた。

## 出演者
- FUJIWARA（藤本敏史・原西孝幸）
- サバンナ（八木真澄・高橋茂雄）
- 千鳥（大悟・ノブ）

## 主な企画
古今東西の旅
旅の行き先や旅先でやる事、果ては旅の半ばで強制的に帰される人などを古今東西（山手線ゲーム）で決めていた旅行企画。第5・6・7回に放送の第1回目では高知へ、第17・18・19回に放送の第2回目では熊本と鹿児島へ向かった。
「何をやるか」を決める際には、「1・２・3の目」と「メンバーの名前」が書かれた2種類のサイコロが入っている箱を使用。この箱を揺らして中のサイコロを振り、何巡目の誰の答えを採用するかを決定（例：「2」と「藤本」の目が出た場合、2巡目に藤本が言った答えが採用される）。サイコロの結果が視聴者にしか見えていない状態で、古今東西の要領で1人ずつ答えていき、該当者が答えた時点で銅鑼が鳴らされ、その人物の答えた内容が実行に移される。一般的な古今東西と同様、前に出た答えと同じ答えは言えない。
「誰がやるか」を決める際には、箱の中身は「メンバーの名前」のサイコロのみになる。古今東西は1周限定となり、該当者が挙げた人物がその物事を実行する。前に出た答えと同じ答えは言えないルールがあるため、名前が挙がった時に銅鑼が鳴らなければ、その人物がやる可能性は無くなる。また、自分の名前を挙げてもよい。
高知の旅では、大悟の「高知空港へ行きたい」という中途半端なボケが実行されてしまい、空港では高橋の「1人誰か大阪へ帰る」が実行。誰が帰るかを決めた結果、藤本が帰ることになり、カメラもはばからずにワンワン泣いた（もちろん演出だが）。その後、原西が「宴会をしよう」と強引に決め、藤本の悪い所・嫌な所を古今東西で言い合った。しかし、このことを知った藤本は激怒し、翌週復讐を敢行。他の5人は、カツオバキューム（カツオの内臓をくり抜き、口から掃除機を露出させたマシン）を受けた。
熊本と鹿児島の旅では原西が帰らされ、原西は大阪に帰った後、藤本の自宅マンションに悪口の伝言を張り紙していった。
酔いどれタイマン対決
酒癖の悪い原西と大悟を居酒屋で長時間飲ませた後、相撲対決や根性対決などの様々な対決をさせていた企画。第12回では原西と大悟が、第22回では原西と大悟以外のメンバーが参加。第22回では、途中から八木の当時交際していた彼女が登場した（一般人なのでモザイク処理が施されていた）。
大喜利ファイブ
藤本が街にあるものの中から選んだお題で大喜利を行っていた企画。例えば、街行く人を捉まえ、「この人の職業は?」といった感じでお題を決めていた。全体を通してネタが最もつまらなかった者には「笑い無し座布団」が贈られ、5枚たまると他の出演者全員にハワイ旅行をおごるという罰が待っていた。第10回では神戸市で、第15回では大阪市で行った。
175Rを笑わせろ!
当時メジャーデビューシングルが初登場1位を記録し、『第54回NHK紅白歌合戦』への出場も決定するなど、飛ぶ鳥を落とす勢いだった175RがFUJIWARAと千鳥のファンだったことから行われた企画。第14回と第21回で実施。175Rのライブに潜入し、彼らを笑わせられたら番組テーマ曲を作ってもらうという内容だった。2回放送され、人気企画だった。175R初のバラエティ出演でもある。ブレーンとして番組に参加していた倉敷ユウ作（現・くらやん）が、バンドメンバーと知り合いだったために実現したものと言われる。

## スタッフ
- 構成：ハスミマサオ、森脇尚志、上地茂晴
- ブレーン：倉敷ユウ作
- ナレーション：栗本有紀子
- CAM：細川貴史
- AUD：直田輝彦
- EED：冨山政義、橋爪真也
- MA：黒澤秀一
- タイトル：永見康明
- デザイン：西川育世
- 広報：内海あずさ（テレビ大阪）
- AD：新谷洋介、田中慎二
- 制作協力：アイ・ティ・エス、オフィス元気、ペン企画、Trash、アンカー、戯音工房、エーマシーンズ、ワイワイワイ
- ディレクター：笠原健広
- プロデューサー：清原寛 → 庄田真人（テレビ大阪）、安達祐子（吉本興業）
- 制作：テレビ大阪、吉本興業

## 放送局
| 放送対象地域   | 放送局         | 系列           | 放送日時                                                                                                 | 備考   |
| -------------- | -------------- | -------------- | --- | ------ |
| 大阪府         | テレビ大阪     | テレビ東京系列 | 日曜 25:05 - 25:35 （2003年4月20日 - 2003年9月28日）                                                     | 製作局 |
| 北海道         | テレビ北海道   | テレビ東京系列 | 火曜 26:00 - 26:30 （2003年4月29日 - 2003年7月1日） 木曜 26:30 - 27:00 （2003年7月10日 - 2003年10月9日） |        |
| 愛知県         | テレビ愛知     | テレビ東京系列 | 不明 |        |
| 岡山県・香川県 | テレビせとうち | テレビ東京系列 | 水曜 24:55 - 25:25 （2003年4月30日 - 2003年10月8日）                                                     |        |
| 滋賀県         | びわ湖放送     | 独立UHF局      | 木曜 24:55 - 25:25 （2003年5月1日 - 不明）                                                               |        |